# Берк, Сара
Сара Берк (англ. Sarah Burke, 3 сентября 1982, Барри, Онтарио — 19 января 2012, Солт-Лейк-Сити, Юта) — канадская фристайлистка, четырёхкратная чемпионка Всемирных экстремальных игр в суперпайпе (суперхафпайп), чемпионка мира 2005 года в хафпайпе.

## Биография
В юности занималась могулом.
В 2001 году заняла 1-е место на чемпионате США по фристайлу в хафпайпе. В 2005 году стала чемпионкой мира в хафпайпе, в том же году стала второй на Всемирных экстремальных играх (X Games) в категории суперпайп. В 2007, 2008, 2009 и 2011 становилась чемпионкой экстремальных игр в суперпайпе. Занималась лоббированием этого вида программы фристайла и добивалась включение его в программу зимних Олимпийских игр. Не успела сделать этого к Играм 2010 года в Ванкувере, но добилась включения суперпайпа в программу Игр 2014 года в Сочи. За два года до Олимпиады считалась главной фавориткой на победу в Сочи в суперпайпе.
На чемпионате мира по фристайлу в 2011 году в хафпайпе стала четвёртой.
Берк неоднократно выполняла самые сложные трюки фристайла, стала первой женщиной, выполнившей в прыжке поворот на 1080 градусов (три оборота).
10 января 2012 года во время тренировки в Солт-Лейк-Сити Сара Берк упала при выполнении элемента «даблкорк». Приземлилась на одну ногу и затем ударилась головой о лёд. В результате разрыва позвоночной артерии получила кровоизлияние в мозг. В больнице Солт-Лейк-Сити врачи подключили её к системе искусственного дыхания и кровообращения, а также провели операцию на повреждённой артерии. 19 января Сара Берк, не выходя из комы, скончалась от остановки сердца.
Согласно завещанию её органы были пожертвованы на медицинские цели. 23 февраля 2014 года, в день официального закрытия XXII Олимпийских игр в Сочи, прах Сары был развеян в олимпийской деревне на трассе в высшей точке в горах.

## Личная жизнь
Родилась в Барри, но выросла в Мидланде, также в провинции Онтарио, неподалёку от Торонто.
Журнал FHM включил Сару Берк в список 100 самых сексуальных женщин мира в 2006 году под номером 91.
25 сентября 2010 года вышла замуж за Рори Бушфилда, также фристайлиста, с которым познакомилась ещё в детстве в лыжном лагере.